# Isidro Ayora (kanton)
Isidro Ayora – kanton w prowincji Guayas, w Ekwadorze. Stolicą kantonu jest Isidro Ayora.